# Premi e riconoscimenti di Brad Pitt

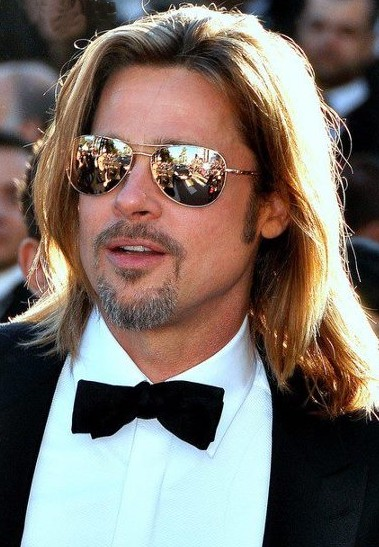
Brad Pitt nel 2012

Questa è la lista dei principali premi e riconoscimenti dell'attore Brad Pitt.

## Riconoscimenti

### Principali
- Premio Oscar
  - 1996 – Candidatura al miglior attore non protagonista per L'esercito delle 12 scimmie
  - 2009 – Candidatura al miglior attore per Il curioso caso di Benjamin Button[1]
  - 2012 – Candidatura al miglior attore per L'arte di vincere[2]
  - 2012 – Candidatura al miglior film per L'arte di vincere[2]
  - 2014 – Miglior film per 12 anni schiavo[3]
  - 2016 – Candidatura al miglior film per La grande scommessa
  - 2020 – Miglior attore non protagonista per C'era una volta a... Hollywood[4]

- Golden Globe
  - 1995 – Candidatura al miglior attore in un film drammatico per Vento di passioni
  - 1996 – Miglior attore non protagonista per L'esercito delle 12 scimmie
  - 2007 – Candidatura al miglior attore non protagonista per Babel[5]
  - 2009 – Candidatura al miglior attore in un film drammatico per Il curioso caso di Benjamin Button[6]
  - 2012 – Candidatura al miglior film drammatico per L'arte di vincere[7]
  - 2012 – Candidatura al miglior attore in un film drammatico per L'arte di vincere[7]
  - 2014 – Miglior film drammatico, per 12 anni schiavo
  - 2016 – Candidatura al miglior film commedia o musicale per La grande scommessa[8]
  - 2020 – Miglior attore non protagonista per C'era una volta a... Hollywood[9][10]
  - 2023 – Candidatura al miglior attore non protagonista per Babylon

- BAFTA
  - 2009 – Candidatura al miglior attore protagonista per Il curioso caso di Benjamin Button[11]
  - 2009 – Candidatura al miglior attore non protagonista per Burn After Reading - A prova di spia[11]
  - 2012 – Candidatura al miglior attore protagonista per L'arte di vincere[12]
  - 2014 – Miglior Film per 12 anni schiavo[13]
  - 2016 – Candidatura al miglior film per La grande scommessa
  - 2020 – Miglior attore non protagonista per C'era una volta a... Hollywood[14]

- Screen Actors Guild Awards
  - 2007 – Candidatura al miglior cast per Babel
  - 2009 – Candidatura al miglior cast per Il curioso caso di Benjamin Button
  - 2009 – Candidatura al miglior attore per Il curioso caso di Benjamin Button
  - 2010 – Miglior cast per Bastardi senza gloria
  - 2012 – Candidatura al miglior attore per L'arte di vincere[15]
  - 2014 – Candidatura al miglior cast per 12 anni schiavo[16]
  - 2016 – Candidatura al miglior cast per La grande scommessa[17]
  - 2020 – Miglior attore non protagonista per C'era una volta a... Hollywood[18]
  - 2020 – Candidatura al miglior cast per C'era una volta a... Hollywood[19]
  - 2023 - Candidatura al miglior cast per Babylon

### Altri
- AACTA International Awards
  - 2012 – Candidatura al miglior film per L'arte di vincere
  - 2012 – Candidatura al miglior attore per L'arte di vincere
  - 2014 – Candidatura al miglior film per 12 anni schiavo
  - 2016 – Candidatura al miglior film per La grande scommessa
  - 2020 – Miglior attore non protagonista per C'era una volta a... Hollywood
  - 2023 - Candidatura al miglior attore non protagonista per Babylon

- AARP Movies for Grownups Awards
  - 2014 – Candidatura al miglior attore per World War Z
  - 2020 – Candidatura al miglior attore non protagonista per C'era una volta a... Hollywood

- Acapulco Black Film Festival
  - 2014 – Candidatura al miglior film per 12 anni schiavo

- Alliance of Women Film Journalists
  - 2012 – Candidatura al miglior attore per L'arte di vincere
  - 2013 – Miglior film per 12 anni schiavo
  - 2020 – Miglior attore non protagonista per C'era una volta a... Hollywood

- Awards Circuit Community Awards
  - 1995 – Candidatura al miglior attore non protagonista per L'esercito delle 12 scimmie[20]
  - 1995 – Candidatura al miglior cast per Seven[20]
  - 1999 – Candidatura al miglior cast per Fight Club
  - 1999 – Candidatura al miglior attore protagonista per Fight Club
  - 2000 – Candidatura al miglior attore non protagonista per Snatch - Lo Strappo[21]
  - 2006 – Candidatura al miglior cast per Babel
  - 2006 – Miglior film per The Departed - il bene e il male
  - 2007 – Candidatura al miglior film per L'assassinio di Jesse James per mano del codardo Robert Ford
  - 2008 – Candidatura al miglior cast per Il curioso caso di Benjamin Button[22]
  - 2008 – Candidatura al miglior attore protagonista per Il curioso caso di Benjamin Button[22]
  - 2008 – Candidatura al miglior cast per Burn After Reading[22]
  - 2009 – Miglior cast per Bastardi senza Gloria[23]
  - 2011 – Candidatura al miglior attore non protagonista per The Tree of Life[24]
  - 2011 – Candidatura al miglior film per The Tree of Life[24]
  - 2011 – Candidatura al miglior attore protagonista per L'arte di vincere[24]
  - 2015 – Candidatura al miglior cast per La grande scommessa[25]
  - 2020 – Miglior attore non protagonista per C'era una volta a... Hollywood[26]

- Black Film Critics Circle Awards
  - 2013 – Miglior cast per 12 anni schiavo
  - 2019 – Miglior attore non protagonista per C'era una volta a... Hollywood

- Blockbuster Entertainment Awards
  - 1997 – Miglior attore non protagonista per L'esercito delle 12 scimmie

- Boston Society of Film Critics
  - 2011 – Miglior attore per L'arte di vincere
  - 2019 – Miglior attore non protagonista per C'era una volta a... Hollywood

- Central Ohio Film Critics Association Awards
  - 2010 – Candidatura al miglior cast per Bastardi senza gloria
  - 2012 – Candidatura al miglior cast per The Tree of Life[27]
  - 2012 – Candidatura al miglior attore non protagonista per The Tree of Life[27]
  - 2012 – Candidatura all'attore dell'anno per Happy Feet 2, L'arte di vincere e The Tree of Life[27]
  - 2020 – Candidatura al miglior attore non protagonista per C'era una volta a... Hollywood
  - 2020 – Candidatura all'attore dell'anno per C'era una volta a... Hollywood e Ad Astra

- Chicago Film Critics Association Awards
  - 1992 – Candidatura all'attore più promettente per Thelma & Louise
  - 2006 – Candidatura al miglior attore non protagonista per Babel
  - 2011 – Candidatura al miglior attore non protagonista per The Tree of Life[28]
  - 2019 – Miglior attore non protagonista per C'era una volta a... Hollywood[29]

- Critics' Choice Awards 
  - 2005 – Candidatura al miglior cast per Ocean's Twelve[30]
  - 2007 – Candidatura al miglior cast per Babel[31]
  - 2009 – Candidatura al miglior cast per Il curioso caso di Benjamin Button[32]
  - 2009 – Candidatura al miglior attore per Il curioso caso di Benjamin Button[32]
  - 2010 – Miglior cast per Bastardi senza gloria[33]
  - 2012 – Candidatura al miglior attore per L'arte di vincere
  - 2014 – Candidatura al miglior attore in un film d'azione per World War Z[34]
  - 2015 – Candidatura al miglior attore in un film d'azione per Fury[35]
  - 2016 – Candidatura al miglior cast per La grande scommessa
  - 2016 – Miglior film commedia per La grande scommessa
  - 2016 – Candidatura al miglior film per La grande scommessa
  - 2020 – Miglior attore non protagonista per C'era una volta a... Hollywood[36]

- Dallas-Fort Worth Film Critics Association Awards
  - 2008 – Candidatura al miglior attore per Il curioso caso di Benjamin Button
  - 2011 – Candidatura al miglior attore per L'arte di vincere
  - 2019 – Miglior attore non protagonista per C'era una volta a... Hollywood

- David di Donatello
  - 2014 – Candidatura al Miglior film straniero per 12 anni schiavo

- Denver Film Critics Society
  - 2012 – Miglior attore per L'arte di vincere[37]
  - 2020 – Miglior attore non protagonista per C'era una volta a...Hollywood

- Premio Emmy
  - 2002 – Candidatura alla miglior guest star in una serie comica per Friends
  - 2014 – Miglior film per la televisione per The Normal Heart
  - 2015 - Candidatura al miglior film per la televisione per Nightingale
  - 2020 - Candidatura al miglior attore guest in una serie drammatica per Saturday Night Live
  - 2021 - Candidatura alla miglior miniserie per La ferrovia sotterranea

- Festival di Venezia
  - 2007 – Coppa Volpi alla Miglior interpretazione maschile, per L'assassinio di Jesse James per mano del codardo Robert Ford[38]

- Georgia Film Critics Association
  - 2012 – Miglior attore per L'arte di vincere
  - 2012 – Miglior attore non protagonista, per The Tree of Life
  - 2020 – Candidatura al miglior attore non protagonista per C'era una volta a... Hollywood

- Gold Derby Awards
  - 2007 – Candidatura al miglior cast per Babel
  - 2007 – Miglior film per The Departed
  - 2009 – Candidatura al miglior cast per Il curiose caso di Benjamin Button
  - 2010 – Miglior cast per Bastardi senza gloria
  - 2012 – Candidatura al miglior attore non protagonista per The Tree of Life
  - 2012 – Candidatura al miglior attore per L'arte di vincere
  - 2014 – Candidatura al miglior cast per 12 anni schiavo
  - 2014 – Miglior film per 12 anni schiavo
  - 2016 – Candidatura al miglior cast per La grande scommessa
  - 2020 – Miglior attore non protagonista per C'era una volta a... Hollywood
  - 2020 – Candidatura al miglior cast per C'era una volta a... Hollywood

- Golden Schmoes Awards
  - 2001 – Candidatura alla celebrità preferita[39]
  - 2008 – Candidatura al miglior attore non protagonista per Burn After Reading - A prova di spia[40]
  - 2008 – Candidatura al miglior attore per Il curioso caso di Benjamin Button[40]
  - 2011 – Candidatura alla celebrità preferita[41]
  - 2011 – Candidatura al miglior attore per L'arte di vincere[41]
  - 2019 – Candidatura al miglior attore non protagonista per C'era una volta a... Hollywood

- Houston Film Critics Society Awards
  - 2008 – Candidatura al miglior attore non protagonista per Burn After Reading - A prova di spia
  - 2008 – Candidatura al miglior attore per Il curioso caso di Benjamin Button
  - 2011 – Candidatura al miglior attore per L'arte di vincere
  - 2020 – Miglior attore non protagonista per C'era una volta a... Hollywood[42]

- Internet Film Critic Society
  - 2008 – Miglior attore per Il curioso caso di Benjamin Button

- Iowa Film Critics Awards
  - 2012 – Miglior attore per L'arte di vincere
  - 2020 – Miglior attore non protagonista per C'era una volta a... Hollywood

- Italian Online Movie Awards
  - 2008 – Candidatura al miglior attore non protagonista per L'assassinio di Jesse James per mano del codardo Robert Ford
  - 2009 – Candidatura al miglior attore non protagonista per Burn After Reading
  - 2010 – Candidatura al miglior attore non protagonista per Bastardi senza gloria
  - 2012 – Migliore attore non protagonista per The Tree of Life
  - 2014 – Candidatura al miglior film per 12 anni schiavo

- MTV Movie Awards
  - 1995 – Miglior performance maschile per Intervista col vampiro
  - 1995 – Miglior attore più attraente per Intervista col vampiro
  - 1995 – Candidatura alla miglior coppia (condiviso con Tom Cruise) per Intervista col vampiro
  - 1996 – Miglior attore più attraente per Seven
  - 1996 – Candidatura alla Miglior coppia (condiviso con Morgan Freeman) per Seven
  - 1996 – Candidatura alla miglior performance maschile per L'esercito delle 12 scimmie
  - 2002 – Candidatura alla miglior performance di gruppo per Ocean's Eleven - Fate il vostro gioco
  - 2005 – Candidatura alla miglior performance maschile per Troy[43]
  - 2005 – Candidatura al miglior combattimento (condiviso con Eric Bana) per Troy[43]
  - 2006 – Miglior combattimento (condiviso con Angelina Jolie) per Mr. & Mrs. Smith[44]
  - 2006 – Candidatura al miglior bacio (condiviso con Angelina Jolie) per Mr. & Mrs. Smith
  - 2014 – Miglior performance terrorizzante per World War Z[45]
  - 2022 - Candidatura alla miglior coppia per The Lost City (condiviso con Sandra Bullock e Channing Tatum)[46]

- National Board of Review
  - 2019 – Miglior attore non protagonista per C'era una volta a... Hollywood

- New York Film Critics Circle
  - 2011 – Miglior attore per L'arte di vincere e The Tree of Life[28]

- North Carolina Film Critics Association
  - 2020 – Miglior attore non protagonista per C'era una volta a... Hollywood

- Online Film Critics Society Awards
  - 2011 – Candidatura al miglior attore non protagonista per The Tree of Life[28]
  - 2020 – Miglior attore non protagonista per C'era una volta a... Hollywood

- E! People's Choice Awards
  - 2005 – Personaggio maschile dell'anno
  - 2005 – Candidatura alla miglior coppia (con Angelina Jolie) per Mr. & Mrs. Smith
  - 2006 – Attore protagonista preferito
  - 2006 – Candidatura al miglior attore cinematografico
  - 2008 – Miglior coppia (con George Clooney) per Ocean's Thirteen
  - 2009 – Personalità maschile protagonista per Il curioso caso di Benjamin Button
  - 2010 – Candidatura all'attore preferito per Bastardi senza gloria[47]
  - 2014 – Candidatura al Miglior attore in un film d'azione, per World War Z
  - 2015 – Candidatura all'attore preferito in un film per Fury
  - 2015 – Candidatura al miglior attore in un film drammatico per Fury
  - 2019 – Candidatura alla miglior star in un film drammatico per C'era una volta a... Hollywood[48]

- Phoenix Film Critics Society Awards
  - 2002 – Candidatura al miglior cast per Ocean's Eleven
  - 2009 – Miglior cast per Bastardi senza gloria
  - 2011 – Candidatura al migliore attore protagonista per L'arte di vincere
  - 2013 – Candidatura al miglior cast per 12 anni schiavo
  - 2019 – Miglior attore non protagonista per C'era una volta a... Hollywood

- Razzie Awards
  - 1995 – Peggior coppia (condiviso con Tom Cruise) per Intervista col vampiro[49]

- San Diego Film Critics Society Awards
  - 2006 – Miglior cast per Babel
  - 2009 – Miglior cast per Bastardi senza gloria
  - 2011 – Candidatura al miglior attore per L'arte di vincere
  - 2019 – Miglior attore non protagonista per C'era una volta a... Hollywood[50]
  - 2019 – Candidatura al miglior cast per C'era una volta a... Hollywood[51]

- Satellite Award
  - 2001 – Candidatura al miglior attore non protagonista in un film commedia o musicale per Snatch - Lo strappo
  - 2006 – Candidatura al miglior attore non protagonista per Babel[52]
  - 2011 – Candidatura al miglior attore per L'arte di vincere
  - dicembre 2019 – Candidatura al miglior attore non protagonista per C'era una volta a... Hollywood[53]

- Saturn Awards (Academy of Science Fiction, Fantasy & Horror Films)
  - 1995 – Candidatura al miglior attore per Intervista col vampiro
  - 1996 – Miglior attore non protagonista per L'esercito delle 12 scimmie
  - 2009 – Candidatura al miglior attore per Il curioso caso di Benjamin Button
  - 2014 – Candidatura al miglior attore per World War Z

- St. Louis Film Critics Association, US
  - 2011 – Candidatura al miglior attore per L'arte di vincere
  - 2019 – Miglior attore non protagonista per C'era una volta a... Hollywood

- Teen Choice Awards
  - 2001 - Candidatura alla miglior intesa (condiviso con Julia Roberts) per The Mexican
  - 2002 – Candidatura per il miglior attore in una commedia per Ocean's Eleven - Fate il vostro gioco
  - 2004 – Miglior attore in un film d'azione o drammatico per Troy[43]
  - 2005 – Candidatura al miglior attore in un film d'azione/avventura/thriller per Mr. & Mrs. Smith
  - 2005 – Candidatura alla miglior intesa (condiviso con Angelina Jolie) per Mr. & Mrs. Smith
  - 2005 – Candidatura alla miglior scena di ballo (condiviso con Angelina Jolie) Mr. & Mrs. Smith
  - 2005 – Film più rumoroso per Mr. & Mrs. Smith
  - 2005 – Candidatura per il miglior bacio (condiviso con Angelina Jolie) per Mr. & Mrs. Smith
  - 2009 – Candidatura per il miglior attore in un film drammatico per Il curioso caso di Benjamin Button[54]

- Vancouver Film Critics Circle
  - 2007 – Candidatura al miglior attore non protagonista per Babel
  - 2019 – Miglior attore non protagonista per C'era una volta a... Hollywood

- Washington DC Area Film Critics Association Awards
  - 2011 – Candidatura al miglior attore per L'arte di vincere
  - 2019 – Miglior attore non protagonista per C'era una volta a... Hollywood